# شوني
شوني إحدى قرى مركز طنطا التابع لمحافظة الغربية بجمهورية مصر العربية.

## التاريخ
تعد شونى من القرى القديمة، وقد ذكرها إميل أميلينو في كتابه «جغرافيا مصر في العصر القبطي» باسم «ساونا Saouna» وقال بأن يوحنا النقيوسي ذكرها في موضوع غزو مدينة نقيوس. كما ذكرها ألفريد جوشوا بتلر في كتابه «فتح العرب لمصر» باسم «صوونا Soouna»، ثم وردت في قوانين ابن مماتي وفي تحفة الإرشاد باسم «شونة» ضمن أعمال جزيرة بني نصر، ووردت بعدئذ تحت اسم «شولة» و«شوية» والراجح أن ذلك كان أخطاء في النقل، وفي دليل سنة 1224 هـ/1809م باسم «شونة»، ثم في تاريخ سنة 1228 هـ/1813م باسمها الحالي «شوني» إلى اليوم.
كما ذكرها علي باشا مبارك في كتابه الخطط التوفيقية وقال هي قرية بمديرية الغربية مبانيها كمعتاد الأرياف، وبها ثلاثة جوامع أحدها بمنارة وأبعادية للأمير قاسم باشا مفتش الأقاليم القبلية، وفي شمالها الشرقي ضريح ولي يعمل له مولد كل سنة يمكث ثلاثة أيام، وبها قليل نخيل وأبراج حمام، وأكثر زراعتهم صنف الكتان والحمص. كانت القرية تتبع لمركز تلا في المنوفية حتى نقلت إدارتها إلى مركز طنطا بمحافظة الغربية في 6 أبريل 1955.

## التعليم
تصل نسبة الأمية في القرية إلى 52.96% بين من تجاوزوا العاشرة من عمرهم، بينما تصل نسبة من حصلوا على تعليم جامعي إلى 1.86% من جملة السكان.

## السكان
بلغ عدد سكان شوني 29,820 نسمة حسب تقدير عام 2018. ذكر في تعداد 1986 أن القرية بها أقلية مسيحية.
| السنة  | 1882 | 1897 | 1907 | 1960 | 1976   | 1986   | 1996   | 2006   | 2018   |
| ------ | ---- | ---- | ---- | ---- | ------ | ------ | ------ | ------ | ------ |
| القرية | 4051 | 7599 | 7520 | 8505 | 12,000 | 14,236 | 18,564 | 21,615 | 29,820 |